# PowerRoot
Power Root Berhad，簡稱Power Root（吉隆坡交易所：7237），前身為「NATURAL BIO RESOURCES BERHAD」（「天然生物資源股份有限公司」）。
該公司在1999年，由拿督侯世水（首席執行官），於馬來西亞新山成立「POWER ROOT (M) SDN. BHD. 」，主要馬來西亞和全球（包括中國）生產和銷售各種即沖及其他飲料產品（品牌「亞發」、「啡特力」等），此外，還經營多媒體、物流等行業。
股份自2007年5月14日於吉隆坡交易所主板上市。招股價為0.2馬幣，發行新股為146,999,900股，集資額為3000萬馬幣。

## 連結
- powerroot.com.my（页面存档备份，存于）
- ahhuatwhitecoffee.com（页面存档备份，存于）